# Municipi de Gotse Dèltxev
El municipi de Gotse Dèltxev (búlgar: Община Гоце Делчев) és un municipi búlgar pertanyent a la província de Blagòevgrad, amb capital a la ciutat homònima. Es troba al sud-oest de Bulgària, a la vall del riu Mesta, a les muntanyes Pirin i Rhodope. És un municipi rural, que es compon de 16 viles. El centre administratiu és Garme, però la ciutat més poblada és Ribnovo.
L'any 2011 tenia 32.525 habitants.

## Localitats
El municipi es compon de les següents localitats:
| Localitat     | Ciríl·lic   | Superfície (km²) | Població (desembre de 2009) |
| ------------- | ----------- | ---------------- | --------------------------- |
| Gotse Delchev | Гоце Делчев | 21.652           | 20.551                      |
| Banichan      | Баничан     | 13.100           | 579                         |
| Borovo        | Борово      | 10.348           | 1.058                       |
| Breznitsa     | Брезница    | 81.815           | 3.389                       |
| Bukovo        | Буково      | 16.593           | 937                         |
| Delchevo      | Делчево     | 28.318           | 51                          |
| Dobrotino     | Добротино   | 22.620           | 47                          |
| Gospodintsi   | Господинци  | 13.353           | 490                         |
| Kornitsa      | Корница     | 63.584           | 1.591                       |
| Lazhnitsa     | Лъжница     | 25.966           | 1.529                       |
| Musomishta    | Мусомища    | 32.861           | 2.303                       |
| Total         | Total       | 330,21           | 32.525                      |